# سملوچوسکی ۴۵۳۰
سیارک ۴۵۳۰ (به انگلیسی: 4530 Smoluchowski، نامگذاری:1984EP) چهار هزار و پانصد و سیمین سیارک کشف شده‌است که در ۱ مارس ۱۹۸۴ کشف شد.
قدر مطلق سیارک برابر ۱۲٫۰۰ است.